# Thierry I de Lynden
Pour les articles homonymes, voir Lynden (homonymie).
Theodore ou Thierry de Lynden (néerl. Dirk van Lynden), seigneur de Lynden, fut un noble du duché de Gueldre, et un membre de la cour du Comte de Hollande, Guillaume Ier du Saint-Empire.
Il participa a l'expédition de 1256 contre les Frisons durant laquelle Guillaume Ier du Saint-Empire fut tué près de Hoogwoud, en tant que Lieutenant de Guillaume de Brederode, le Capitaine général de l'armée. À la suite de cette défaite et de la mort Guillaume de Hollande à la cour duquel il avait grandi, il effectua une ambassade auprès du Comte Otton II de Gueldre pour lui demander de prendre la curatelle de Florent V de Hollande, puis il se retira du métier des armes et devint religieux en l'abbaye Notre-Dame de Middelbourg, sur l'île de Walcheren, où il mourut en 1266.